# Neopanorpa taoi
Neopanorpa taoi är en näbbsländeart som beskrevs av Cheng 1950. Neopanorpa taoi ingår i släktet Neopanorpa och familjen skorpionsländor. Inga underarter finns listade i Catalogue of Life.